# Leucanopsis obvia
Leucanopsis obvia är en fjärilsart som beskrevs av Paul Dognin 1909. Leucanopsis obvia ingår i släktet Leucanopsis och familjen björnspinnare. Inga underarter finns listade i Catalogue of Life.